# Oklahoma
Oklahoma (udtalt: /ˌoʊkləˈhoʊmə/) er en delstat som ligger i den sydlig-centrale region i USA. Oklahoma City er delstatens hovedstad og største by. Oklahoma har omkring 3.959.353(2020) indbyggere. Delstaten blev oprettet i det som var Indianerterritoriet den 16. november 1907, og blev den 46. delstat som kom med i unionen.
Med sine små bjergkæder, prærier og østlige skove ligger størstedelen af Oklahoma i regionerne Great Plains og Ozark Highlands. Sidstnævnte er specielt udsat for tordenvejr. Mange af dagens indbyggere har tyske, irske og indfødt amerikanske forfædre. Der tales mere end 25 indianersprog i delstaten, et antal som overgår alle andre delstater. I dag findes der flere reservater for indianerstammer i denne delstat end i nogen anden. Oklahoma ligger i et område hvor tre kulturelle regioner mødes, og delstaten har historisk været tilholdssted for kvægfarmere, nybyggere i syd og et officielt stadfæstet indianerterritorium.
Religiøst er delstaten en del af "bibelbæltet", et område hvor den konservative evangeliske kristendom dominerer. Delstaten er altså kendt for at være konservativ, men alligevel har det mere liberale demokratiske parti flere registrerede vælgere end det konservative republikanske.
Delstaten er en stor producent af naturgas, olie og mad. Andre vigtige industriområder er luftfart, energi, telekommunikation og bioteknologi. Oklahomas økonomi er i stærk vækst, og den er blandt de ledende delstater i USA når det gælder vækst i bruttonationalproduktet. I tillæg er væksten i BNP pr. indbygger tredje størst i landet. Oklahoma City og Tulsa er Oklahomas største økonomiske baser. Oklahoma kan kaldes en urbaniseret delstat, da hele 60 % af befolkningen bor i tætbyggede områder.

## Etymologi
Delstatens navn Oklahoma kommer fra Choctaw-frasen okla humma, som betyder det røde folk. Choctaw-lederen Allen Wright foreslog navnet i traktatforhandlingerne med de føderale myndigheder i 1866 angående brugen af navnet Indian Territory, og så for sig en indianerstat kontrolleret af USA's inspektør for indianersager. Oklahoma blev senere brugt som de facto-navn på Oklahoma Territory, og navnet blev officielt godkendt i 1890, to år efter at området blev åbnet for hvide nybyggere.

## Historie
Det er bevist, at oprindelige folk rejste igennem Oklahoma så tidligt som under sidste istid,  men delstatens første permanente indbyggere bosatte sig i samfund omkring vold-agtige strukturer nær grænsen til Arkansas mellem omkring 850 og 1450. Den spanske opdagelsesrejsende Francisco Vásquez de Coronado rejste igennem det område, som nu er delstaten, i 1541,  men franske opdagelsesrejsende gjorde krav på området i 1700-tallet,  og det forblev under fransk overhøjhed indtil 1803, hvor hele det franske territorium vest for Mississippifloden blev købt af USA i forbindelse med Louisiana-købet.
Tusinder af oprindelige amerikanere, inklusive dem, som udgjorde de fem civiliserede stammer, blev fordrevet fra deres områder i Mississippi, Florida, Alabama, Georgia og Tennessee og flyttet til Oklahoma i 1830'erne. Området, som allerede var beboet af stammerne Osage og Quapaw, blev udpeget som indianer-territorium i forbindelse med Indian Removal Act fra 1830 og Indian Intercourse Act fra 1834. Femten stammer blev givet landområder i territoriet i 1830,  og i 1890 havde flere end 30 stammer fået tildelt føderalt land.
I perioden mellem 1866 og 1899  forsøgte kvæggårdene i Texas at kunne dække efterspørgslen efter fødevarer i de østlige storbyer, og jernbanerne i Kansas lovede at kunne levere disse til tiden. Kvægdriverspor og kvæggårde opstod i forbindelse med at cowboys drev deres kvæg nordover eller bosatte sig illegalt i indianer-territoriet. I 1881 gik fire ud af fem større kvægdriverspor igennem indianernes territorium. En forøget tilstedeværelse af hvide bosættere blev initieret gennem lovgivning fra 1887, som opdelte indianer-territoriet i jordlodder til enkeltfamilier for derved at tilskynde til landbrug og privat ejerskab af jord blandt de oprindelige amerikanere. Overskydende jordarealer blev overdraget til den føderale regering, og i denne proces blev næsten halvdelen af indianernes jord åbnet for bosættere udefra og jernbaneselskabers køb.
For det meste blev jordlodder uddelt til dem, der kom først efter at der blev åbnet for territoriet på en bestemt dag. Dem som brød denne regel og gik ind over grænsen til territoriet før det var tilladt, blev kaldt sooners, og derfra stammer delstatens officielle kælenavn.
Forsøg på at omdanne territoriet til en egentlig delstat begyndte omkring begyndelsen af det 20. århundrede, da lovgivning fjernede alle stammebeføjelserne i indianerterritoriet. Bestræbelser på at danne en egentlig indiansk delstat ved navnet Oklahoma, og et senere forsøg på at danne indianerstaten Sequoyah fejlede, men Oklahoma blev grundlagt som USA's 46. delstat den 16. november 1907.
Den nye delstat blev et fokuspunkt for den fremspringende olieindustri, og fund af oliepøle førte til, at byer voksede hurtigt i størrelse og rigdom. Tulsa blev kendt som Verdens oliehovedstad i det meste af det 20. århundrede, og olieinvesteringer drev det meste af delstatens tidlige økonomi.
I 1930'erne begyndte delstaten at føle konsekvenserne af dårlige landbrugsmetoder, tørke og kraftige vinde. Under perioden med støvstorme, Dust Bowl, blev livet besværliggjort i områder i Kansas, Texas, New Mexico og det nordvestlige Oklahoma med lange perioder med lille nedbør og meget høje temperaturer, som sendte tusindvis af farmere i fattigdom og tvang dem til at flytte til mere frugtbare dele af det vestlige USA. I en tyveårig periode, som sluttede i 1950, oplevede staten sin eneste nedgang i befolkningstallet, som faldt med 6,9%. Som svar på katastrofen blev store tiltag iværksat inden for jordbunds- og vandbevarelse, og dæmninger, vandreservoirer og menneskeskabte søer blev skabt.
I 1995 fandt et af de værste terroristangreb i USA's historie sted i Oklahoma City. Ved Oklahoma City-bombningen den 19. april 1995 detonerede Timothy McVeigh og Terry Nichols et eksplosiv uden for bygningen Alfred P. Murrah Federal Building, hvilket medførte 168 dræbte. Timothy McVeigh blev senere dømt til døden og henrettet ved dødelig indsprøjtning, mens hans partner, Terry Nichols, blev dømt for mordet på 161 personer og fik straffen fængsel på livstid uden mulighed for prøveløsladelse.

## Politik
Parlamentet i Oklahoma består af et Senat og et Repræsentanternes Hus. Senatet har 48 medlemmer valgt for en fireårig periode, mens Huset har 101 medlemmer, som sidder i to år ad gangen. Medlemmerne må maksimalt sidde i en periode på i alt 12 år.
Den udøvende magt varetages af delstatens guvernør, som p.t. er republikaneren Kevin Stitt.
Der er 39 stammeregeringer i Oklahoma, som hver har begrænset jurisdiktion inden for eget areal. Indianerreservater, som findes i resten af USA, findes ikke i Oklahoma, og stammeregeringerne kontrollerer areal, som blev dem tildelt, da Oklahoma var et territorium, men regeringerne har begrænsede beføjelser, og ingen kontrol over statslige forvaltningsenheder som kommuner og amter. Stammeregeringerne anerkendes af USA som delvis suveræne enheder, som har beføjelser over for medlemmer af egen stamme.
Oklahoma er pr. 2007 orienteret mod det Demokratiske Parti. Selv om der er 11,6% flere, der er registreret som Demokrater end Republikanere,  har delstaten stemt for en Republikaner ved præsidentvalg fra og med 1968, og i 2004 vandt George W. Bush hvert eneste amt i staten og 65,6% af alle stemmerne i delstaten.
Efter folketællingen i 2000 blev Oklahomas delegation til Repræsentanternes Hus reduceret fra 6 til 5 medlemmer, hvor alle, pr. Januar 2021 er republikanere. Begge Oklahomas senatorer, Jim Inhofe og Tom Coburn, er Republikanere.

## Geografi
Oklahoma er den 20. største delstat i USA med et areal på 181.035 km², heraf 177.847 km² land og 3.188 km² vand. Den er en af seks delstater i Frontier Strip, og ligger delvis i området Great Plains nær det kontinentale USA's geografiske centrum. Staten har grænser til Arkansas og Missouri mod øst, til Kansas mod nord, til Colorado mod nordvest, til New Mexico mod vest og til Texas mod syd og vest.

### Topografi
Oklahoma ligger mellem Great Plains og Ozark-plateauet i den Mexicanske Golfs vandskel,  og falder generelt i højde fra de højtbeliggende stepper mod den vestlige grænse til de lavereliggende vådområder ved den sydøstlige grænse. Det højeste punkt, Black Mesa (1.516 m.o.h.) ligger i det nordøstlige hjørne. Delstatens laveste punkt (88 m.o.h.) ligger ved Little River i den sydøstlige del.
Staten har fire primære bjergkæder: Ouachita Mountains, Arbuckle Mountains, Wichita Mountains og Ozark Mountains.
Oklahoma er en af de mest geografisk alsidige delstater i USA og har 11 distinkte økoregioner. Det østlige Oklahoma har otte økoregioner, mens den vestlige del har tre.

### Flora og fauna
Skove dækker 24 % af Oklahoma,  og præriegræsarealer er hjemsted for store økosystemer i de centrale og vestlige egne. I de vestlige områder forekommer græsarealer mest, men pinyon-fyr, enebær og Gul Fyr vokser ved floder i den mest nordvestlige del. Marsk, cypresskove og skove, blandet med pinus echinata og virakfyr samt løvfældende skove dominerer den sydøstlige fjerdel af staten, mens blandede områder med quercus stellata, elm, ceder og fyr dækker det nordøstlige Oklahoma.
Der er store antal af hvidhalet hjort, prærieulv, rødlos, wapiti, og fugle som vagtel, due, kardinal, hvidhovedet havørn, rødhalet musvåge og fasan. I præriens økosystemer er amerikansk bison, præriehøne, grævling og bæltedyr udbredte, og nogle af USA's største kolonier af præriehunde bebor græsområderne mod nordvest. Ouachita Mountains er hjemsted for amerikansk sortbjørn, rød ræv, gråræv og nordamerikansk odder.

### Klima
Oklahoma er beliggende i en region med tempereret klima og oplever af og til temperatur- og nedbørsekstremer, som er typisk for et fastlandsklima. De meste af delstaten ligger i området, der kaldes Tornado Alley, som karakteriseres ved hyppige interaktioner mellem kolde og varme luftmasser, som fremkalder uvejr. Gennemsnitligt rammer 54 tornadoer delstaten om året, hvilket er et af de højeste tal i verden. Fordi Oklahoma ligger mellem zoner med forskellige temperatur- og vindforhold, kan vejrforholdene i staten variere markant mellem relativt korte afstande.
Det subtropiske klima (Koppen Cfa) i det østlige Oklahoma påvirkes kraftigt af søndenvinde, som medbringer fugtighed fra den Mexicanske Golf, men overgår gradvist til et steppeklima (Koppen BSk) i nordvest. Nedbørsmængden og temperaturerne falder fra øst mod vest. Områderne i sydøst har en årlig gennemsnitstemperatur på 17 °C og en årlig nedbør på 1.420 mm, mens området mod nordvest gennemsnitligt har 14 °C, og en nedbørsmængde på 430 mm. Alle dele af staten oplever hyppigt temperaturer over 38 °C eller under −18 °C,  og snefald varierer fra en gennemsnitlig mængde på 10 cm i syd til over 51 cm ved grænsen mod Colorado i nordvest.

### Større byer
I 2006 havde Oklahoma tre byer med et befolkningstal på mere end 100.000 og 40 byer over 10.000. To af de 50 største byer i USA ligger i Oklahoma – Oklahoma City og Tulsa, og 58 procent af indbyggerne i Oklahoma bor i disse to metro-områder. Metroområdet Oklahoma City, delstatens hovedstad og største by, havde i 2006 1.172.339 indbyggere og Tulsas metro-omårde havde 897.752
indbyggere.
Oklahomas største byer var i 2007: Oklahoma City (537.730), Tulsa (382.870), Norman (102.830), Broken Arrow (88.310), Lawton (87.540), Edmond (76.640), Midwest City (55.160), Moore (49.280), Enid (46.510) og Stillwater (44.820).

## Økonomi
Oklahomas økonomi er baseret på luftfart, energi, transportudstyr, forarbejdning af fødevarer, elektronik og telekommunikation, og Oklahoma er en vigtig producent af naturgas, fly, og landbrugsprodukter. Delstaten er den næststørste producent af naturgas i USA,  og er den femtestørste producent af hvede i USA. Fra 2000 til 2006 voksede 2006 Oklahomas bruttodelstatsprodukt med 50 procent, den femtehøjeste vækstrate i USA. Delstaten oplevede det hurtigstvoksende BNP mellem 2005 til 2006, hvor BNP steg 10,8%  og BNP pr. indbygger steg med 9,7% i samme periode, den næsthøjeste vækst i USA. Selv om oliebranchen traditionelt set har domineret statens økonomi medførte et kollaps inden for energisektoren i 1980'erne, at næsten 90.000 energi-relaterede arbejdspladser forsvandt mellem 1980 til 2000, hvilket ramte den lokale økonomi hårdt. Olie bidrog med 17% til Oklahomas økonomi i 2005,  og beskæftigelsen i 2007 var højere i fire andre sektorer end oliesektoren.

### Industri
I 2007 var arbejdsstyrken i Oklahoma på 1,7 million personer, og heraf var 1,6 mio. beskæftiget uden for landbrugssektoren. Den offentlige sektor beskæftiger de fleste (326.000 i 2007), fulgt af transport og forsyning (285.000 jobs), og sektorerne uddannelse, forretning og fremstilling, som beskæftiger henholdsvis 191.000, 178.000 og 151.000 personer. En af de største industrisektorer er fly- og rumindustrien, som genererer 11 mia. USD årligt. Tulsa huser den største vedligeholdelsesbase for flyselskaber i verden, som håndterer det globale vedligehold for American Airlines. Totalt set bidrager fly- og rumindustrien med mere end 10 procent af Oklahomas industriproduktion. På grund af delstatens beliggenhed i midten af USA er Oklahoma også en af de vigtige delstater for logistiske centre. Delstaten er også en af de vigtigste producenter af dæk i Nordamerika og har en af de hurtigstvoksende biotek-industrier i USA. I 2005 udgjorde værdien af international eksport fra Oklahomas fremstillingsindustri 4,3 mia. USD, og udgjorde 3,6% af økonomien. Dækfabrikation, kødforarbejdning, fremstilling af udstyr til olie og gas samt air conditionere er de største industrier.

### Energi
I USA er Oklahoma den andenstørste producent af naturgas, den femtestørste producent af råolie, og har det andetstørste antal af aktive borerigge,  samt de femtestørste oliereserver.
Olieindustrien bidrager med 23 mia. USD til Oklahomas BNP,  og de ansatte ved de olierelaterede virksomheder har en løn, der gennemsnitlig er dobbelt så høj som gennemsnittet for staten. I 2004 var der 83.750 oliebrønde, der blev udnyttet kommercielt ud af et samlet antal oliebrønde på 750.000,  og som producerede 178.000 tønder olie om dagen. 10 procent af USA's naturgasforekomster findes i Oklahoma.
Tre af de største private olieselskaber i USA stammer fra Oklahoma,  og alle de seks selskaber på Fortune 500, som er fra Oklahoma, er beskæftiget med olie.

### Landbrug
Oklahoma er nr. 27 inden for landbrugsproduktion blandt USA's delstater og den femtestørste med hensyn til kvægavl og hvedeproduktion. Ca. 5,5 procent af USA's oksekød kommer fra Oklahoma, og delstaten producerer 6,1% af hveden, 4,2% af svinekødet og 2,2% af mælkeprodukterne. Der var 83.500 gårde i delstaten i 2005, som til sammen producerede for 4,3 mia. USD kødprodukter og 1 mia. USD korn. Fjerkræ og svin er de anden- og tredjestørste landbrugsvarer.

## Demografi
I 2006 havde Oklahoma et anslået befolkningstal på 3.579.212, hvoraf de største ophavsgrupper var 14,5% tysk-amerikanere, 13,1% amerikanere, 11,8% irsk-amerikanere, 9,6% engelsk-amerikanere, 8,1% afro-amerikanere og 11,4% oprindelige amerikanere, inklusive 7,9% cherokee. Delstaten havde det andetstørste antal oprindelige amerikanere blandt alle USA's delstater, anslået 395.219 i 2002. I 2006 var 4,7% af Oklahomas indbyggere født i udlandet. mod gennemsnittet blandt USA's delstater på 12,4%.
I 2006 var den gennemsnitlige personlige indkomst 32.210 USD – den 37. højeste i USA, men delstaten har samtidig den tredjehurtigstvoksende økonomi i USA. og er en af de billigste delstater at leve i.

## Kultur
Oklahoma er geografisk placeret i det sydøstlige USA af Bureau of the Census, men ligger helt eller delvis i sydvest-USA og midtvesten. Kulturelt set er den placeret i syd, men kan også have visse områder placeret regionerne Great Plains og Upland south.

Der findes mange tysk-amerikanere og indfødte amerikanere i delstaten, og der tales 25 forskellige indianersprog, et tal som er højere end i nogen anden delstat. Der findes 67 indianerstammer repræsenteret i delstaten. 39 af disse har også hovedkvarter i Oklahoma. Delstatens kultur er blevet formet af flere forskellige grupper, med kvægdrivere, nybyggere, oliebaroner og indfødte amerikanere som de vigtigste.

### Kunst og teater
I urbane strøg i Oklahoma blomstrer jazzen, og indfødte amerikanere, mexicanere og asiater skaber typisk musik med baggrund i deres egen kultur. Oklahoma Mozart-festival i Bartlesville er en af de største festivaler for klassisk musik i det sydlige USA, og Oklahoma Citys kunstfestival er blevet udpeget til en af de bedste Beaux-Arts-festivaler i landet. Tulsaballetten, et af delstatens fem større balletensembler, er rangeret som et af landets bedste af New York Times. I Sand Springs findes amfiteateret kaldt Discoveryland! som er hovedscenen for opsætningen af musicalen Oklahoma!. Delstaten har stået for udviklingen af musikstile som The Tulsa Sound og Western swing, gjort kendt i Cain's Ballroom i Tulsa. Denne bygning var hovedscenen til Bob Wills og Texas Playboys i 1930'erne, og er kendt som Carnegie Hall of Western Swing.
Oklahoma har mere end 300 museer. Philbrook Museum of Tulsa anses for at være et af de 50 bedste kunstmuseer i USA, og Sam Noble Oklahoma Museum of Natural History i Norman, et af de største universitetsbaserede kunst- og historiemuseer i landet, dokumenterer historien i regionen.

### Festivaler og begivenheder
Oklahoma fejrede sit 100-årsjubilæet som delstat i 2007. Fejringen bestod af flere forskellige festivaler som markerede at Oklahoma blev optaget i USA den 16. november 1907.
Skotske, italienske, vietnamesiske, irske, indfødte og afroamerikanske samfund fejrer sin kulturarv og tradition gennem årlige festivaler og begivenheder.
I løbet af en tidagesperiode i Oklahoma City strømmer cirka én million besøgende til byen for at deltage i byens handelsmesse. I tillæg er der en årlig pow-wow (indianerfestival) i byen. Tulsas State Fair (marked) tiltrækker sig over én million tilskuere over en tidagesperiode, og Maifest-festivalen i byen underholdt mere end 375.000 personer i en firedagesperiode i 2007. I 2006 blev Tulsas oktoberfest udmærket som en af de 10 bedste i verden af USA Today, og til den bedste tyske madfestival i landet af Bon Apetitt-magasinet.

### Sport
Oklahoma har professionel sportshold indenfor baseball, amerikansk fodbold, arena-fodbold, basketball, fodbold og hockey, lokaliseret i Oklahoma City, Tulsa, Enid og Lawton. Bokseren Allan Green er født og opvokset i Tulsa og deltog i Super Six World Boxing Classic-turneringen, der er en verdensmesterturnering for de bedste super-mellemvægtere i verden, men han røg ud da han tabte til Andre Ward og Glen Johnson. Oklahoma har også gode collegehold, blandt andet amerikansk fodbold-holdene University of Oklahoma Sooners og Oklahoma State University Cowboys.

## Ekstern henvisning
- Delstaten Oklahomas officielle hjemmeside (engelsk)

35°30′N 98°00′V / 35.5°N 98°V.